# Yōko Kanno

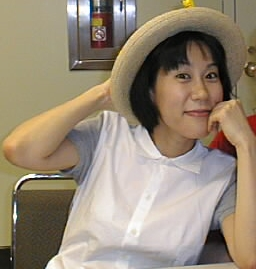
Yōko Kanno (Otakon 1999)

Yōko Kanno (japanisch 菅野 よう子, Kanno Yōko; * 19. März 1964 in Miyagi) ist eine japanische Komponistin.

## Lebenslauf
Yōko Kanno fing schon mit drei Jahren an, Klavier zu spielen und komponierte bereits mit zehn Jahren ihr erstes Stück. Später verbesserte sie ihre Fähigkeiten auf der Waseda-Universität. 1987 startete sie als Keyboarderin und Texterin mit der Band Tetsu 100 % ihre Karriere und blieb der Band bis zu ihrer Auflösung 1989 treu. Ebenfalls im Jahre 1987 trat sie der Videospiele-Firma Koei als Komponistin bei und konnte so ihre Karriere im Mediengeschäft aufbauen. 1994 wurde ihr erster Solo-Anime-Soundtrack (Macross Plus) veröffentlicht und im selben Jahr verließ sie KOEI wieder. Seitdem ist Yōko Kanno Komponistin und Soundproduzentin für Anime, Live-Action Filme, Dokumentationen, Solo-Alben, TV-Werbungen und für sich selber. Jedoch hat sie sich mittlerweile im Animesektor niedergelassen.
Sie spielte auch mit Sinfonieorchestern aus Israel, Tschechien und Warschau. Neben diesen Orchestern kooperierte sie mit Künstlern wie Maaya Sakamoto, Akino Arai, Steve Conte, Raj Ramayya, Ilaria Graziano, Joyce, Hajime Mizoguchi, Emily Bindiger, Tokiko Kato, Crystal Kay, Chris Mosdell, Scott Matthew, Tim Jensen, ORIGA, Franco Sansalone, Mai Yamane und vielen mehr.
Des Weiteren ist sie Bandleaderin der Blues-/Jazzband The Seatbelts.
2018 wurde sie in die Academy of Motion Picture Arts and Sciences berufen, die jährlich die Oscars vergibt.

## Gabriela Robin
Auf einigen ihrer CDs wird als Sängerin/Songwriterin eine Gabriela Robin angegeben, wobei nicht geklärt ist, ob Kanno selbst unter diesem Pseudonym singt. Auf die direkte Anfrage, wer Gabriela Robin sei, antwortet sie nicht. In dem Booklet des Macross-Plus-Soundtracks steht Gabriela Robin als Schreiberin des Textes zu Santi-U, während Yōko dies in einem Newtype-Interview für sich selbst beansprucht. In der Broschüre des Konzerts Chōjiku Tanabata Sonic (超時空七夕ソニック) vom 7. Juli 2009 wurde Gabriela Robin schriftlich interviewt und kündigte ihren Auftritt an. Gegen Ende des Konzertes begann jedoch Yōko Kanno das Lied Moon aus Turn A Gundam zu singen, welches Gabriela Robin zugeschrieben wird. Dennoch dementiert Yōko Kanno weiterhin, dass Gabriela Robin ihr Pseudonym sei. Unter Fans ist man sich ziemlich sicher, dass die beiden ein und dieselbe Person sind.

## Werke
| Anime Soundtrack Macross Plus (1994) Macross Plus: Movie Edition (1995) Memories , Kapitel Kanojo no Omoide (1995) The Vision of Escaflowne (1996, gemeinsam mit Hajime Mizoguchi ) Onkyō Seimeitai Noiseman (1997) Cowboy Bebop (1998) Brain Powerd (1998) Turn A Gundam (1999) Escaflowne – The Movie (2000) Arjuna (2001) Gekijōban Turn A Gundam (2002) Wolf’s Rain (2003) Ghost in the Shell: Stand Alone Complex (2003) Ghost in the Shell: S.A.C. 2nd GIG (2004) Sōsei no Aquarion (2005, gemeinsam mit Hisaaki Hogari ) Ghost in the Shell: S.A.C. Solid State Society (2006) Darker than Black (2007) Genius Party , Kapitel Baby Blue (2007) Gekijōban Aquarion (2007, gemeinsam mit Hisaaki Hogari) Macross Frontier (2008) Ring of Gundam (2009) Gekijōban Macross Frontier – Itsuwari no Utahime (2009) Gekijōban Macross Frontier – Sayonara no Tsubasa (2011) Aquarion Evol (2012, gemeinsam mit Ayako Ōtsuka) Sakamichi no Apollon (2012) Terror in Resonance (2014) Titellieder Sofern nicht anders vermerkt war sie für die Komposition und das Arrangement der betreffenden Lieder verantwortlich. Porco Rosso (1992), Abspanntitel Toki niwa Mukashi no Hanashi o (nur Arrangement), Sänger: Tokiko Katō Please Save My Earth (1993), Abspanntitel Toki no Kioku , Sänger: Seika Hajimari no Bōken-tachi: Legend of Crystania (1995), Vorspanntitel Haruka na Inori (nur Komposition), Sänger: Hitomi Mieno Clamp School Detectives (1997), Abspanntitel Gift , Sänger: Maaya Sakamoto Record of Lodoss War: Chronicles of the Heroic Knight (1998), Vorspanntitel Kiseki no Umi , Sänger: Maaya Sakamoto Macross Dynamite 7 (1998), Angel Voice , Sänger: Basara Nekki Card Captor Sakura (1999), Vorspanntitel Platina , Sänger: Maaya Sakamoto Chikyū Bōei Kigyō Dai-Guard (1999), Abspanntitel Hashire Hashire (nur Arrangement), Sänger: Kyōko Endō RahXephon (2002), Vorspanntitel Hemisphere , Sänger: Maaya Sakamoto RahXephon: Tagen Hensōkyoku (2003), Titel tune the rainbow , Sänger: Maaya Sakamoto Ōban Star-Racers (2006), Vorspanntitel Chance To Shine , Sänger: Akino, Abspanntitel Waratteta , Sänger: Sukoshi | - Sangokushi (engl. Romance of the Three Kingdoms; 1985) - „Nobunaga no Yabō“-Reihe (engl. Nobunaga’s Ambition; 1986–1994) - Aoki Ōkami to Shiroki Mejika: Genghis Khan (1987) - Ishin no Arashi (1988) - Daikōkai Jidai (engl. Uncharted Waters; 1990) - Daikōkai Jidai II (engl. Uncharted Waters: New Horizons; 1993) - Earth Winds (1997) - Macross Plus: Game Edition (2000) - Napple Tale (2000) - Cowboy Bebop: Tsuioku no Serenade (2005) - Ragnarok Online 2: The Gate of the World (2010) - Boku wa Benkyō ga Dekinai (1996) - Natsu Jikan no Otona-tachi (1997) - Beautiful Sunday (1998) - tokyo.sora (2002) - Mizu no Onna (2002) - Kamikaze Girls (2004) - Ashurajō no Hitomi (2005) - Suki da (2005) - Hachimitsu to Clover (2006) - Yūga na Sekai (2007) - Surely Someday (2010) - Unsere kleine Schwester (2015) - The Makanai: Cooking for the Maiko House (2023) - Samply Red (eine Art TV-Werbeagentur) - Sakamoto Maaya - Koizumi Kyoko - Yoshino Chiyono - Origa - X Character Files OST - Please Save My Earth OST 1-3, Special‚ Golden Dreams ~ For Eternity‛ - Paris no Ten no Shita – Sous Le Ciel De Paris – [Under Paris’ Skies] von „Aqua Colors in Paris“ von Hajime Mizoguchi - NHK-China-Dokumentation - Tetsu 100 % |